# Formalización

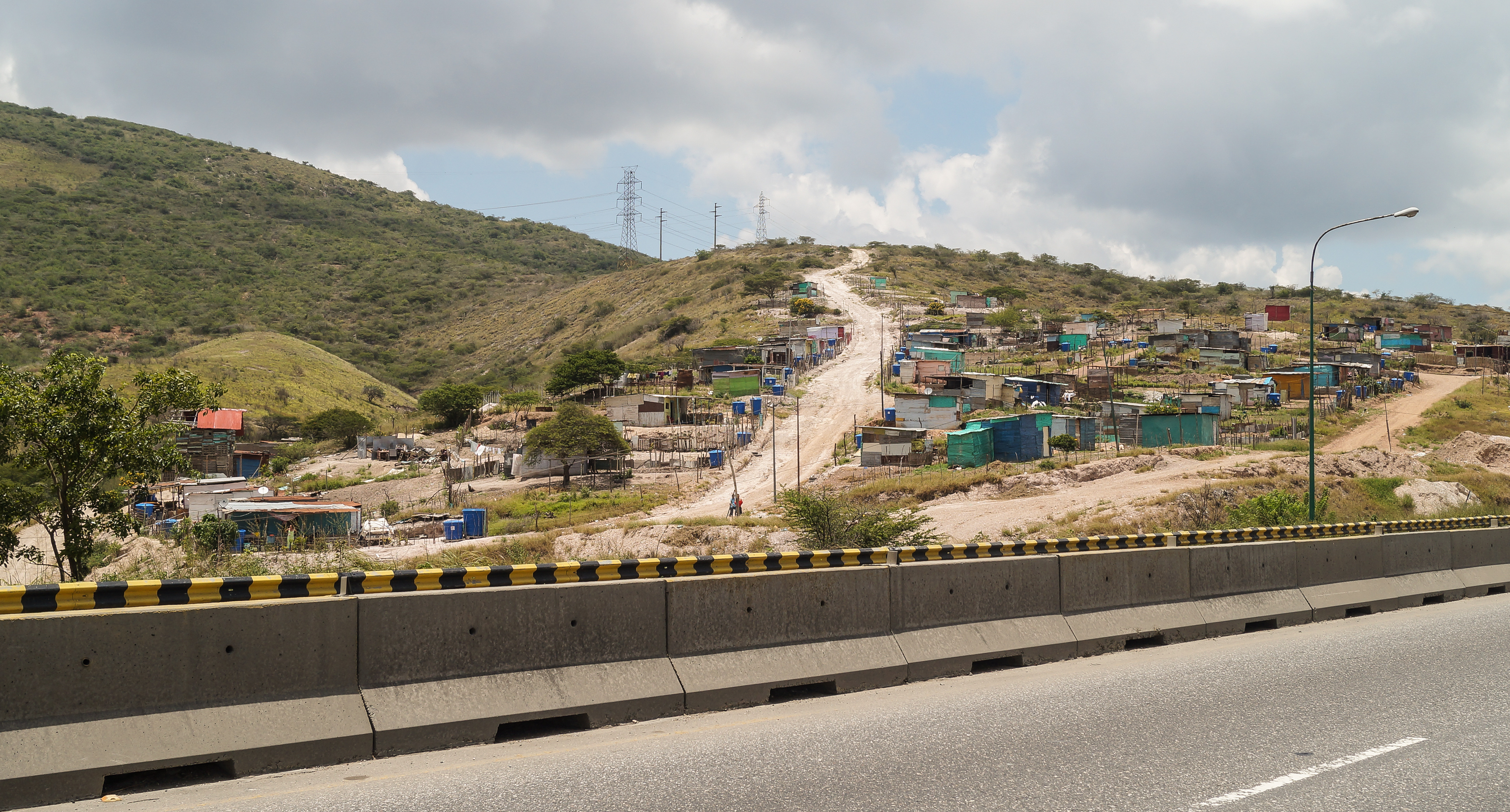
Asentamiento informal en Venezuela

En el lenguaje económico se conoce como formalización (laboral o empresarial) la transición de un trabajador o de una empresa de la economía informal a la formal. Las políticas que pretenden conseguir o acelerar esta transición se denominan "políticas de formalización". La formalización de una empresa requiere que se inscriba en el correspondiente registro y se ponga a cumplir sus obligaciones fiscales y laborales. La formalización de un trabajador requiere, a su vez, que se inscriba (normalmente en un registro diferente; según los países y sectores esta inscripción puede realizarse por el propio trabajador, o bien por su empresario) y se ponga a cotizar al sistema de seguridad social.
También se conoce como formalización (urbana) la transformación de asentamientos informales (barrios de chabolas, favelas, ranchitos) en espacios integrados dentro del tejido urbano, con suministro eléctrico, agua, alcantarillado, accesos asfaltados, inclusión de las propiedades en el catastro de la ciudad y de sus habitantes en el censo.
Para estos procesos se suele también emplear el término "regularización" (regularización de trabajadores, regularización de asentamientos). Sin embargo es frecuente emplear "regularización" para designar el proceso por el que los inmigrantes irregulares llegan a ser ciudadanos de pleno derecho del país al que han arribado.
Se considera que superar la informalidad (y por tanto conseguir la formalización) es el principal reto en desarrollo para todo el mundo y también una cuestión esencial para la cohesión social y el logro de la paz. La informalidad reduce los ingresos del Estado y de los trabajadores, y se encuentra entre los factores originarios de la trampa de la pobreza. En lo referente a los trabajadores constituye la tercera parte del objetivo de desarrollo sostenible n.º 8: «Promover el crecimiento económico sostenido, inclusivo y sostenible, el empleo pleno y productivo y el trabajo decente para todos». En lo referente a los asentamientos está directamente relacionado con el objetivo n.º 11: «Lograr que las ciudades y los asentamientos humanos sean inclusivos, seguros, resilientes y sostenibles».
El Programa de Trabajo Decente de la Organización Internacional del Trabajo (OIT) pretende conseguir «la transición de la economía informal a la economía formal». Se organiza por países.

## Vías hacia la formalización
La OIT recomienda estas 7 vías:
1. Estrategias de crecimiento y generación de empleo de calidad
2. Entorno normativo, incluida la observancia de las normas internacionales del trabajo y los derechos fundamentales
3. Organización, representación y diálogo social
4. Igualdad
5. Iniciativa empresarial, competencias profesionales, financiación, gestión, acceso a los mercados
6. Ampliación de la protección social: establecimiento de pisos de protección social y sistemas de seguridad social
7. Estrategias de desarrollo local (rural y urbano)

## Medidas concretas para promover la formalización
- Simplificación de las normas impositivas para las pymes[1]
- Aumento de los incentivos ofrecidos a las compañías para que regularicen la situación de sus trabajadores[6]
- Aplicación más rigurosa de las normas impositivas y laborales[1]
- Marcos de políticas macroeconómicas favorables al empleo que promuevan el crecimiento, la inversión, las empresas sostenibles, el trabajo decente, la empleabilidad y la cualificación de los trabajadores[1]
- Apoyo específico a sectores con el potencial de generar niveles elevados de empleo de calidad (como el ecoturismo)[1]
- Formación de microempresarios en contabilidad básica[1]
- Ayuda para acceder a financiación[1]
- Consecución de un marco legal y administrativo que permita garantizar los derechos de propiedad y utilizarlos como aval en operaciones comerciales (hipotecas, arrendamientos)[1]
- Difusión de la normativa laboral aplicable[3]
- Promover el acceso a servicios financieros[1]

## Formalización urbana
Se requieren 2 tipos de intervenciones:
- prevenir el establecimiento de nuevos asentamientos informales
- resolver las deficiencias de los asentamientos existentes

A su vez, para resolver estas deficiencias hay que:
- reconocer legalmente a los asentados
- remediar las deficiencias en los servicios públicos
- promover las oportunidades económicas y el desarrollo local

Las inversiones municipales en formalización urbana pueden autofinanciarse con el cobro de impuestos a los nuevos propietarios. En Uruguay se calcularon tasas internas de retorno (TIR) de entre el 25 y el 28 %. En Brasil la TIR media fue del 42 %.

## Razones para la formalización urbana
- Escasez de suelos con servicios públicos para poder reubicar a los asentados[7]
- Insuficiencia de recursos financieros para la reubicación[7]
- Enormes costos sociales[7]
- Las autoridades públicas tienen la obligación legal de permitir que los pobres urbanos tengan acceso a viviendas adecuadas[7]
- Graves consecuencias ecológicas de una reubicación[7]
- Derecho legal de los asentados, en muchos países, a permanecer en el lugar donde están viviendo[7]

## Usos del término en otros contextos
La RAE define "formalización" como «acción y efecto de formalizar o formalizarse». El Wikcionario añade los significados de «acción de dar cumplimiento a los procedimientos legales de un expediente» y  «acto de cumplir el acusado con las notificaciones y normas legales para iniciar un proceso judicial»
En matemática y lógica se define "formalización" como la transformación de un enunciado del lenguaje natural (a es mayor que b) al lenguaje formal (A > B).